# Etienne Tynevez
Etienne Tynevez né le 13 février 1999, est un joueur de hockey sur gazon français. Il évolue au poste d'attaquant à la Gantoise en Belgique (double champion de Belgique) et avec l'équipe nationale française.

## Carrière
Jeux Olympiques Paris 2024

### Coupe du monde
- 1/8 Final 2023
- Top 8 : 2018[4]

### Championnat d'Europe
- Top 8 : 2021

### Hockey Series
- : 2018-2019[5]